# GKS Victoria Wałbrzych
GKS Victoria Wałbrzych – polski klub sportowy z siedzibą w Wałbrzychu. Górniczy Klub Sportowy „Victoria” założony został w marcu 1946 r., a głównym inicjatorem jego powstania był inżynier J. A. Michalski, dyrektor Kopalni Węgla Kamiennego Victoria. Pierwszym dużym sukcesem klubu było zdobycie w 1947 r. tytułu Mistrza Dolnego Śląska. W początkowym okresie kierownikiem zespołu był inż. Kiedroń, dawny działacz Polonii Karwina. Oprócz piłkarskiej funkcjonowały także sekcje: lekkoatletyczna, bokserska i gier sportowych. Po 1989 r. na skutek przemian politycznych okresu transformacji, rozpoczęto proces likwidacji wałbrzyskich kopalni, co przyczyniło się m.in. do likwidacji klubu. 

## Historia
- W czerwcu 1947 – Victoria zdobyła mistrzostwo A-klasy (Mistrzostwo Dolnego Śląska) i wzięła udział w eliminacjach Mistrzów A-klas o wejście do tworzącej się wówczas I-ligi. Niestety wałbrzyszanie przegrali wszystkie mecze kwalifikacyjne. Zespół występował wówczas w składzie: bramkarze: Marian Kieryk, Roman Wider, obrońcy: Edward Grabiszewski, Marek Jerzy, Bolesław Ryszkowski, pomocnicy: Józef Muliński, Józef Frydrychowski, Edward Rybczak, Antoni Mysiak, napastnicy: Edward Radojewski, Józef Czok, Józef Pawełczyk, Józef Zoczek, Jan Syk. Awans wywalczyły wówczas: Ruch Chorzów, Legia Warszawa i Tarnovia Tarnów.

Tabela gr II eliminacji Mistrzów Klas A
| lp. | klub               | mecze | punkty | bramki    |
| --- | ------------------ | ----- | ------ | --------- |
| 1   | Ruch Chorzów       | 6     | 12     | 26-8 +18  |
| 2   | Sarmacja Będzin    | 6     | 6      | 18-17 +1  |
| 3   | Piast Gliwice      | 6     | 6      | 20-19 +1  |
| 4   | Victoria Wałbrzych | 6     | 0      | 10-30 -20 |

## Sezon po sezonie Victorii Wałbrzych na III szczeblu rozgrywek
| Sezon     | Liga                  | Pozycja | Mecze | Punkty | Bramki | Bilans | Uwagi                            | Nazwa               |  |
| --------- | --------------------- | ------- | ----- | ------ | ------ | ------ | -------------------------------- | ------------------- |  |
| 1964/1965 | Liga okręgowa         | 3       |       | 31     | 33:21  | +12    |                                  | Victoria Wałbrzych  |  |
| 1965/1966 | Liga okręgowa         | 1       |       | 28     | 27:10  | +17    | Awans                            | Victoria Wałbrzych  |  |
| 1966/1967 | Liga międzywojewódzka | 14      |       | 20     | 26:48  | -22    | Spadek                           | Victoria Wałbrzych  |  |
| 1974/1975 | Liga okręgowa         | 6       |       | 36     | 43:31  | +12    |                                  | Victoria Wałbrzych  |  |
| 1975/1976 | Liga okręgowa         | 5       |       | 28     | 30:30  | 0      |                                  | Victoria Wałbrzych  |  |
| 1978/1979 | Liga międzywojewódzka | 14      |       | 9      | 14:53  | -39    | Spadek                           | Victoria Wałbrzych  |  |
| 1983/1984 | Liga międzywojewódzka | 2       |       | 31     | 32:27  | +5     | Najlepszy sezon w historii klubu | Victotria Wałbrzych |  |
| 1984/1985 | Liga międzywojewódzka | 8       |       | 29     | 31:30  | +1     |                                  | Victoria Wałbrzych  |  |
| 1985/1986 | Liga międzywojewódzka | 4       |       | 29     | 36:21  | +15    |                                  | Victoria Wałbrzych  |  |
| 1986/1987 | Liga międzywojewódzka | 5       |       | 30     | 36:29  | +7     |                                  | Victoria Wałbrzych  |  |
| 1987/1988 | Liga międzywojewódzka | 3       |       | 37     | 43:28  | +15    |                                  | Victoria Wałbrzych  |  |
| 1988/1989 | Liga międzywojewódzka | 5       |       | 35     | 40:25  | +15    |                                  | Victoria Wałbrzych  |  |
|           |                       |         |       |        |        |        |                                  |                     |  |

## Sukcesy
- W roku 1947 Victoria zdobyła tytuł Mistrza Dolnego Śląska.
- W sezonie 1965/66 Victoria Wałbrzych zakwalifikowała się do szczebla centralnego Pucharu Polski. W pierwszej rundzie uległa 0:2 Pogoni Prudnik i odpadła z dalszej rywalizacji.